# Anneville-sur-Scie
Anneville-sur-Scie település Franciaországban, Seine-Maritime megyében. Lakosainak száma 411 fő (2022. január 1.). Anneville-sur-Scie Tourville-sur-Arques, Aubermesnil-Beaumais, La Chaussée, Crosville-sur-Scie, Manéhouville és Sauqueville községekkel határos.

## Népesség
A település népességének változása:
| Lakosok száma | 443  | 446  | 451  | 432  | 425  | 424  | 425  | 418  | 411  |
|               | 2013 | 2015 | 2016 | 2017 | 2018 | 2019 | 2020 | 2021 | 2022 |